# Sommer-Paralympics 2016/Leichtathletik
Bei den Sommer-Paralympics 2016 in Rio de Janeiro wurden in insgesamt 177 Wettbewerben in der Leichtathletik Medaillen vergeben. Die Entscheidungen fielen zwischen dem 8. und 18. September 2016 im Olympiastadion. Sowohl vom Umfang als auch von der Teilnehmerzahl war dies der größte Wettbewerb der Spiele.
| \| Medaillenspiegel Leichtathletik nach 1 von 177 Entscheidungen \| Medaillenspiegel Leichtathletik nach 1 von 177 Entscheidungen \| Medaillenspiegel Leichtathletik nach 1 von 177 Entscheidungen \| Medaillenspiegel Leichtathletik nach 1 von 177 Entscheidungen \| Medaillenspiegel Leichtathletik nach 1 von 177 Entscheidungen \| Medaillenspiegel Leichtathletik nach 1 von 177 Entscheidungen \| \| Platz \| Land \| \| \| \| Gesamt \| \| ------------------------------------------------------------- \| ------------------------------------------------------------- \| ------------------------------------------------------------- \| ------------------------------------------------------------- \| ------------------------------------------------------------- \| ------------------------------------------------------------- \| \| 01 \| Brasilien \| 1 \| 1 \| – \| 2 \| \| 02 \| Griechenland \| 1 \| – \| 1 \| 2 \| \| 02 \| Kenia \| 1 \| – \| 1 \| 2 \| \| 04 \| Lettland \| 1 \| – \| – \| 1 \| \| 04 \| Spanien \| 1 \| – \| – \| 1 \| \| 06 \| Algerien \| – \| 1 \| – \| 1 \| \| 06 \| Iran \| – \| 1 \| – \| 1 \| \| 06 \| Polen \| – \| 1 \| – \| 1 \| \| 06 \| Vereinigte Staaten \| – \| 1 \| – \| 1 \| \| 10 \| Ukraine \| – \| – \| 2 \| 2 \| \| 11 \| Kroatien \| – \| – \| 1 \| 1 \| | - Lauf Kurzstrecke: 100 m / 200 m / 400 m - Lauf Mittelstrecke: 800 m / 1500 m - Lauf Langstrecke: 5000 m / Marathonlauf - Staffellauf: 4 × 100 m Staffel / 4 × 400 m Staffel - Sprungdisziplinen: Hochsprung / Weitsprung - Wurfdisziplinen: Kugelstoßen / Diskuswurf / Speerwurf / Keulenwurf Bei den paralympischen Leichtathletikwettbewerben wird zwischen Startklassen unterschieden, in denen die Sportler starten müssen. Diese Startklassen wurden eingerichtet, um die Leistungen bei unterschiedlichen Beeinträchtigungen der Sportler vergleichbar zu machen. Die Startklassen folgen einem Kode aus verschiedenen Buchstaben und Ziffern. Wegen des Anlaufs wurde vor den Spielen der Weitsprung von 'F' nach 'T' umklassifiziert. Die Startklasse F58 existiert nicht mehr, die theoretisch mögliche Startklasse T32 ist nicht mehr besetzt. |                              |                           |                           |        |
| Medaillenspiegel Leichtathletik nach 1 von 177 Entscheidungen | |                              |                           |                           |        |
| Platz | Land | Goldmedaille – Olympiasieger | Silbermedaille – 2. Platz | Bronzemedaille – 3. Platz | Gesamt |
| 01 | Brasilien | 1                            | 1                         | –                         | 2      |
| 02 | Griechenland | 1                            | –                         | 1                         | 2      |
| 02 | Kenia | 1                            | –                         | 1                         | 2      |
| 04 | Lettland | 1                            | –                         | –                         | 1      |
| 04 | Spanien | 1                            | –                         | –                         | 1      |
| 06 | Algerien | –                            | 1                         | –                         | 1      |
| 06 | Iran | –                            | 1                         | –                         | 1      |
| 06 | Polen | –                            | 1                         | –                         | 1      |
| 06 | Vereinigte Staaten | –                            | 1                         | –                         | 1      |
| 10 | Ukraine | –                            | –                         | 2                         | 2      |
| 11 | Kroatien | –                            | –                         | 1                         | 1      |

## Ergebnisse Männer

### 100 m
| Klasse    | Datum    | Goldmedaille                                    | Goldmedaille | Silbermedaille                                          | Silbermedaille | Bronzemedaille                                       | Bronzemedaille |
| Klasse    | Datum    | Name, Land, Klasse                              | Zeit (s)     | Name, Land, Klasse                                      | Zeit (s)       | Name, Land, Klasse                                   | Zeit (s)       |
| --------- | -------- | ----------------------------------------------- | ------------ | ------------------------------------------------------- | -------------- | ---------------------------------------------------- | -------------- |
| T11       | 12.09.16 | David Brown mit Jerome Avery als Guide USA, T11 | 10,99 PR     | Felipe Gomes mit Jonas de Lima Silva als Guide BRA, T11 | 11,08 PB       | Ananias Shikongo mit Even Tjiviju als Guide NAM, T11 | 11,11          |
| T12       | 15.09.16 | Leinier Savon Pineda CUB, T12                   | 10,97        | Ndodomzi Jonathan Ntutu RSA, T12                        | 11,09 SB       | Thomas Ulbricht GER, T12                             | 11,39          |
| T13       | 09.09.16 | Jason Smyth IRL, T13                            | 10,64        | Johannes Nambala NAM, T13                               | 10,78          | Chad Perris AUS, T13                                 | 10,83          |
| T33       | 10.09.16 | Ahmad Almutairi KUW, T33                        | 16,61 PR     | Toby Gold GBR, T33                                      | 17,84          | Andrew Small GBR, T33                                | 17,96 PB       |
| T34       | 12.09.16 | Walid Ktila TUN, T34                            | 15,14 PR     | Rheed McCracken AUS, T34                                | 15,34          | Henry Manni FIN, T34                                 | 15,46 PB       |
| T35       | 09.09.16 | Ihor Tsvietov UKR, T35                          | 12,31        | Fábio da Silva Bordignon BRA, T35                       | 12,66          | Hernan Barreto ARG, T35                              | 12,85 SB       |
| T36       | 10.09.16 | Mohamad Ridzuan Mohamad Puzi MAS, T36           | 12,07 PR     | Yang Yifei CHN, T36                                     | 12,20 PB       | Rodrigo Parreira da Silva BRA, T36                   | 12,54          |
| T37       | 11.09.16 | Charl du Toit RSA, T37                          | 11,45        | Mostafa Fothalla Mohamed EGY, T37                       | 11,54          | Fanie van der Merwe RSA, T37                         | 11,54          |
| T38       | 13.09.16 | Hu Jianwen CHN, T38                             | 10,74        | Evan O’Hanlon AUS, T38                                  | 10,98 PB       | Edson Pinheiro BRA, T38                              | 11,26 PB       |
| T42 1     | 15.09.16 | Scott Reardon AUS, T42                          | 12,26 PR     | Daniel Wagner DEN, T42 Richard Whitehead GBR, T42       | 12,32          |                                                      |                |
| T43/44    | 10.09.16 | Jonnie Peacock GBR, T44                         | 10,81 PR     | Liam Malone NZL, T43                                    | 11,02          | Felix Streng GER, T44                                | 11,03          |
| T45/46/47 | 11.09.16 | Petrúcio Ferreira dos Santos BRA, T47           | 10,57        | Michał Derus POL, T47                                   | 10,79 SB       | Yohansson Nascimento BRA, T46                        | 10,79          |
| T51       | 13.09.16 | Peter Genyn BEL, T51                            | 21,15 PR     | Mohamed Berahal ALG, T51                                | 21,70          | Edgar Cesareo Navarro Sanchez MEX, T51               | 21,96 SB       |
| T52       | 10.09.16 | Gianfranco Iannotta USA, T52                    | 17,17        | Raymond Martin USA, T52                                 | 17,25          | Salvador Hernandez Mondragon MEX, T52                | 17,69 SB       |
| T53       | 10.09.16 | Brent Lakatos CAN, T53                          | 14,44        | Pongsakorn Paeyo THA, T53                               | 14,80          | Li Huzhao CHN, T53                                   | 14,85 SB       |
| T54       | 18.09.16 | Leo Pekka Tahti FIN, T54                        | 13,90        | Liu Yang CHN, T54                                       | 14,10 SB       | Kenny van Weeghel NED, T54                           | 14,23          |

 1 Weil beide Athleten gleichzeitig ins Ziel kamen, wurde keine Bronzemedaille vergeben.

### 200 m
| Klasse | Datum    | Goldmedaille                                         | Goldmedaille | Silbermedaille                                          | Silbermedaille | Bronzemedaille                                               | Bronzemedaille |
| Klasse | Datum    | Name, Land, Klasse                                   | Zeit (s)     | Name, Land, Klasse                                      | Zeit (s)       | Name, Land, Klasse                                           | Zeit (s)       |
| ------ | -------- | ---------------------------------------------------- | ------------ | ------------------------------------------------------- | -------------- | ------------------------------------------------------------ | -------------- |
| T11    | 15.09.16 | Ananias Shikongo mit Even Tjiviju als Guide NAM, T11 | 22,44 PR     | Felipe Gomes mit Jonas de Lima Silva als Guide BRA, T11 | 22,52          | Daniel Silva mit Heitor de Oliveira Sales als Guide BRA, T11 | 22,04          |
| T12    | 18.09.16 | Leinier Savon Pineda CUB, T12                        | 22,23        | Hilton Langenhoven RSA, T12                             | 22,43          | Mahdi Afri MAR, T12                                          | 22,57 PB       |
| T35    | 12.09.16 | Ihor Tsvietov UKR, T35                               | 25,11 PR     | Fábio da Silva Bordignon BRA, T35                       | 26,01          | Hernan Barreto ARG, T35                                      | 26,50 SB       |
| T42    | 12.09.16 | Richard Whitehead GBR, T42                           | 23,39        | Ntando Mahlangu RSA, T42                                | 23,77          | David Henson GBR, T42                                        | 24,74          |
| T43/44 | 13.09.16 | Liam Malone NZL, T43                                 | 21,06 PR     | Hunter Woodhall USA, T43                                | 21,12 PB       | David Behre GER, T43                                         | 21,41          |

### 400 m
| Klasse    | Datum    | Goldmedaille                                                                  | Goldmedaille | Silbermedaille                         | Silbermedaille | Bronzemedaille                                  | Bronzemedaille |
| Klasse    | Datum    | Name, Land, Klasse                                                            | Zeit (min)   | Name, Land, Klasse                     | Zeit (min)     | Name, Land, Klasse                              | Zeit (min)     |
| --------- | -------- | ----------------------------------------------------------------------------- | ------------ | -------------------------------------- | -------------- | ----------------------------------------------- | -------------- |
| T11       | 17.09.16 | Gerard Descarrega Puigdevall mit Marcos Blanquino Exposito als Guide ESP, T11 | 0:50,22      | Felipe Gomes BRA, T11                  | 0:50,38 PB     | Ananias Shikongo mit Sem Shimanda als Guide NAM | 0:50,63 PB     |
| T12       | 10.09.16 | Sun Qichao CHN, T12                                                           | 0:48,57      | Mahdi Afri MAR, T12                    | 0:49,00 PB     | Luis Goncalves POR, T12                         | 0:49,54 PB     |
| T13       | 15.09.16 | Mohamed Amguoun MAR, T13                                                      | 0:47,15      | Johannes Nambala NAM, T13              | 0:47,21 PB     | Mohamed Fouad Hamoumou ALG, T13                 | 0:48,04 PB     |
| T20       | 09.09.16 | Daniel Martins BRA, T20                                                       | 0:47,22      | Luis Arturo Paiva VEN, T20             | 0:47,83 PB     | Gracelino Tavares Barbosa CPV, T20              | 0:48,55        |
| T36       | 16.09.16 | Paul Blake GBR, T36                                                           | 0:54,49 SB   | Roman Pavlyk UKR, T36                  | 0:55,67 SB     | William Stedman NZL, T36                        | 0:55,69        |
| T37       | 16.09.16 | Charl du Toit RSA, T37                                                        | 0:51,13 PR   | Omar Monterola VEN                     | 0:52,93        | Sofiane Hamdi ALG                               | 0:53,01 SB     |
| T38       | 17.09.16 | Dyan Neille Buis RSA, T38                                                     | 0:49,46 PR   | Hu Jianwen CHN, T38                    | 0:50,27        | Weiner Javier Diaz Mosquera COL, T38            | 0:51,44        |
| T43/44    | 15.09.16 | Liam Malone NZL, T43                                                          | 0:46,20 PR   | David Behre GER, T43                   | 0:46,23        | Hunter Woodhall USA, T43                        | 0:46,70        |
| T45/46/47 | 17.09.16 | Ernesto Blanco CUB, T46                                                       | 0:48,79 PB   | Petrúcio Ferreira dos Santos BRA, T47  | 0:48,87 PB     | Günther Matzinger AUT, T47                      | 0:48,95 SB     |
| T51       | 17.09.16 | Peter Genyn BEL, T51                                                          | 1:20,82 PR   | Edgar Cesareo Navarro Sanchez MEX, T51 | 1:21,82 SB     | Alvise de Vidi ITA, T51                         | 1:22,38 PB     |
| T52       | 13.09.16 | Raymond Martin USA, T52                                                       | 0:58,42      | Tomoki Sato JPN, T52                   | 0:58,88        | Gianfranco Ianotta USA, T52                     | 1:02,16        |
| T53       | 11.09.16 | Pongsakorn Paeyo THA, T53                                                     | 0:47,91 PB   | Brent Lakatos CAN, T53                 | 0:48,53        | Pierre Fairbank FRA, T53                        | 0:49,00 SB     |
| T54       | 12.09.16 | Kenny van Weeghel NED, T54                                                    | 0:46,65      | Liu Yang CHN, T54                      | 0:46,79        | Yassine Gharbi TUN, T54                         | 0:47,07        |

### 800 m
| Klasse | Datum    | Goldmedaille               | Goldmedaille | Silbermedaille           | Silbermedaille | Bronzemedaille           | Bronzemedaille |
| Klasse | Datum    | Name, Land, Klasse         | Zeit (min)   | Name, Land, Klasse       | Zeit (min)     | Name, Land, Klasse       | Zeit (min)     |
| ------ | -------- | -------------------------- | ------------ | ------------------------ | -------------- | ------------------------ | -------------- |
| T33/34 | 14.09.16 | Mohamed Alhammadi UAE, T34 | 1:40,24 PR   | Walid Ktila TUN, T34     | 1:40,31 SB     | Rheed McCracken AUS, T34 | 1:41,25        |
| T36    | 18.09.16 | James Turner AUS, T36      | 2:02,39      | Paul Blake GBR, T36      | 2:09,65        | William Stedman NZL, T36 | 2:11,98 PB     |
| T52/53 | 12.09.16 | Pongsakorn Paeyo THA, T53  | 1:40,78      | Pierre Fairbank FRA, T53 | 1:40,97        | Brent Lakatos CAN, T53   | 1:41,09        |
| T54    | 15.09.16 | Marcel Hug SUI, T54        | 1:33,76 SB   | Saichon Konjen THA, T54  | 1:34,74 SB     | Kim Gyu Dae KOR, T53     | 1:34,98 PB     |

### 1500 m
| Klasse | Datum    | Goldmedaille                                           | Goldmedaille | Silbermedaille          | Silbermedaille | Bronzemedaille                                       | Bronzemedaille |
| Klasse | Datum    | Name (Land)                                            | Zeit (min)   | Name (Land)             | Zeit (min)     | Name (Land)                                          | Zeit (min)     |
| ------ | -------- | ------------------------------------------------------ | ------------ | ----------------------- | -------------- | ---------------------------------------------------- | -------------- |
| T11    | 13.09.12 | Samwel Mushai Kimani mit James Boit als Guide KEN, T11 | 4:03,25 SB   | Odair Santos BRA        | 4:03,85 SB     | Semih Deniz mit Muhammed Emin Tan als Guide TUR, T11 | 4:05,42 PB     |
| T12/13 | 11.09.12 | Abdellatif Baka ALG, T13                               | 3:48:29      | Tamiru Demisse ETH, T13 | 3:48:49 PB     | Henry Kirwa KEN, T12                                 | 3:49,59 PB     |
| T20    | 13.09.12 | Michael Brannigan USA, T20                             | 3:51,73      | Daniel Pek POL, T20     | 3:56,17        | Peyman Nasiri Bazanjani IRI                          | 3:56,24        |
| T37    | 11.09.12 | Michael McKillop IRL, T37                              | 4:12,11      | Liam Stanley CAN, T37   | 4:16,72        | Madjid Djemai ALG, T37                               | 4:17,28        |
| T45/46 | 16.09.12 | Samir Nouioua ALG, T46                                 | 3:59,46 SB   | David Emong UGA, T46    | 4:00,62 SB     | Michael Roeger AUS                                   | 4:01,34        |
| T51/52 | 15.09.12 | Raymond Martin USA, T52                                | 3:40,63 PR   | Tomoki Sato JPN, T52    | 3:41,70        | Pichaya Kurattanasiri THA, T52                       | 3:53,96 PB     |
| T54    | 13.09.12 | Prawat Wahoram THA, T54                                | 3:00,62      | Marcel Hug SUI, T54     | 3:00,65        | Saichon Konjen THA, T54                              | 3:00,86 SB     |

### 5000 m
| Klasse | Datum    | Goldmedaille                                           | Goldmedaille | Silbermedaille            | Silbermedaille | Bronzemedaille                                 | Bronzemedaille |
| Klasse | Datum    | Name (Land)                                            | Zeit (min)   | Name, Land, Klasse        | Zeit (min)     | Name (Land)                                    | Zeit (min)     |
| ------ | -------- | ------------------------------------------------------ | ------------ | ------------------------- | -------------- | ---------------------------------------------- | -------------- |
| T11    | 07.09.16 | Samwel Mushai Kimani mit James Boit als Guide KEN, T11 | 15:16,11 PB  | Odair Santos BRA, T11     | 15:17,55       | Wilson Bii mit Benard Korir als Guide KEN, T11 | 15:22,96 PB    |
| T12/13 | 15.09.16 | Henry Kirwa KEN, T12                                   | 14:17,32 PB  | El Amin Chentouf MAR, T12 | 14:21,04 SB    | Bilel Aloui TUN, T13                           | 14:33,33 WR    |
| T53/54 | 11.09.16 | Prawat Wahoram THA, T54                                | 11:01,71     | Marcel Hug SUI, T54       | 11:02,04       | Kurt Fearnley AUS, T54                         | 11:02,37       |

### Marathon
| Klasse    | Datum    | Goldmedaille              | Goldmedaille | Silbermedaille                    | Silbermedaille | Bronzemedaille            | Bronzemedaille |
| Klasse    | Datum    | Name (Land)               | Zeit (h)     | Name (Land)                       | Zeit (h)       | Name (Land)               | Zeit (h)       |
| --------- | -------- | ------------------------- | ------------ | --------------------------------- | -------------- | ------------------------- | -------------- |
| T11/12    | 18.09.12 | El Amin Chintouf MAR, T12 | 2:32,17 SB   | Alberto Suarez Laso ESP, T12      | 2:33,11 SB     | Masahiro Okamura JPN, T12 | 2:33,59        |
| T45/46    | 18.09.12 | Li Chaoyan CHN, T46       | 2:34,35      | Abderrahman Ait Khamouch ESP, T46 | 2:37,01 SB     | Manuel Mendes PRT, T46    | 2:49,57        |
| T52/53/54 | 18.09.12 | Marcel Hug SUI, T54       | 1:26,16      | Kurt Fearnley AUS, T54            | 1:26,17        | Kim Gyu Dae KOR, T54      | 1:30,08 SB     |

### 4 × 100 m Staffel
| Klasse  | Datum    | Goldmedaille | Goldmedaille | Silbermedaille | Silbermedaille | Bronzemedaille | Bronzemedaille |
| Klasse  | Datum    | Name (Land) | Zeit (s)     | Name (Land) | Zeit (s)       | Name (Land) | Zeit (s)       |
| ------- | -------- | --- | ------------ | --- | -------------- | --- | -------------- |
| T11-T13 | 13.09.12 | Brasilien - Diogo Ualisson Jeronimo da Silva, T12 - Gustavo Henrique Araújo, T12 - Heitor de Oliveira Sales, T12 - Felipe Gomes, T12 - Jonas de Lima Silva, T12 | 42,37 PR     | Volksrepublik China - Di Dongdong, T11 - Wang Lin, T11 - Sun Qichao, T11 - Chen Mingyu, T11 - Liu Wei, T11                                  | 43,05          | Usbekistan - Miran Sakhatov, T11 - Jaloliddin Khamrokulov, T11 - Mansur Abdirashidov, T11 - Doniyor Saliev, T11 - Fakhriddin Khamraev, T11 | 43,47 SB       |
| T42-T47 | 12.09.12 | Deutschland - Markus Rehm, T44 - David Behre, T44 - Felix Streng, T44 - Johannes Floors, T44                                                                    | 40,82 PR     | Brasilien - Renato Nunes da Cruz, T44 - Yohansson Nascimento, T44 - Petrúcio Ferreira dos Santos, T44 - Alan Fonteles Cardoso Oliveira, T44 | 42,04 SB       | Japan - Hajimu Ashida, T47 - Keita Sato, T47 - Tomoki Tagawa, T47 - Atsushi Yamamoto, T47                                                  | 44,16 SB       |

### 4 × 400 m Staffel
| Klasse | Datum    | Goldmedaille                                                                                 | Goldmedaille | Silbermedaille                                                                                 | Silbermedaille | Bronzemedaille                                                                              | Bronzemedaille |
| Klasse | Datum    | Name (Land)                                                                                  | Zeit (min)   | Name (Land)                                                                                    | Zeit (min)     | Name (Land)                                                                                 | Zeit (min)     |
| ------ | -------- | -------------------------------------------------------------------------------------------- | ------------ | ---------------------------------------------------------------------------------------------- | -------------- | ------------------------------------------------------------------------------------------- | -------------- |
| T53/54 | 18.09.12 | Volksrepublik China - Liu Yang, T54 - Liu Chengming, T54 - Li Huzhao, T54 - Cui Yanfeng, T54 | 3:04,58      | Thailand - Rawat Tana, T54 - Saichon Konjen, T54 - Pongsakorn Paeyo, T54 - Prawat Wahoram, T54 | 3:07,73        | Kanada - Brent Lakatos, T53 - Curtis Thom, T53 - Tristan Smyth, T53 - Alexandre Dupont, T53 | 3:08,00        |

### Hochsprung
| Klasse    | Datum    | Goldmedaille                       | Goldmedaille | Silbermedaille                  | Silbermedaille | Bronzemedaille             | Bronzemedaille |
| Klasse    | Datum    | Name (Land)                        | Höhe (m)     | Name (Land)                     | Höhe (m)       | Name (Land)                | Höhe (m)       |
| --------- | -------- | ---------------------------------- | ------------ | ------------------------------- | -------------- | -------------------------- | -------------- |
| T42       | 09.09.16 | Mariyappan Thangavelu IND, T42     | 1,89         | Sam Grewe USA, T42              | 1,86 PB        | Bhati Varun Singh IND, T42 | 1,86 PB        |
| T44       | 12.09.16 | Maciej Lepiato POL, T44            | 2,19         | Jonathan Broom-Edwards GBR, T44 | 2,10 SB        | Rafael Uribe VEN, T44      | 2,01 PB        |
| T45/46/47 | 16.09.16 | Roderick Townsend-Roberts USA, T46 | 2,09 PR      | Chen Hongjie CHN, T46           | 1,99 SB        | Aaron Chatman AUS, T47     | 1,99 PB        |

### Weitsprung
| Klasse    | Datum    | Goldmedaille                       | Goldmedaille | Silbermedaille                      | Silbermedaille | Bronzemedaille            | Bronzemedaille |
| Klasse    | Datum    | Name, Land, Klasse                 | Weite (m)    | Name, Land, Klasse                  | Weite (m)      | Name, Land, Klasse        | Weite (m)      |
| --------- | -------- | ---------------------------------- | ------------ | ----------------------------------- | -------------- | ------------------------- | -------------- |
| T11       | 08.09.16 | Ricardo Costa de Oliviera BRA, T11 | 6,52         | Lex Gilette USA, T11                | 6,44           | Ruslan Katyschew UKR, T11 | 6,20           |
| T12       | 10.09.16 | Hilton Langenhoven RSA, T12        | 7,07 SB      | Kamil Aliyev AZE, T12               | 7,05           | Doniyor Saliyev UZB, T12  | 7,04 PB        |
| T20       | 11.09.16 | Abdul Latif Romly MAS, T20         | 7,60         | Zoran Talic HRV, T20                | 7,12           | Dmytro Prudnikov UKR, T20 | 6,99           |
| T36       | 12.09.16 | Brayden Davidson AUS, T36          | 5,62 PR      | Rodrigo Parreira da Silva BRA, T36  | 5,62 PR        | Roman Pavlyk UKR, T36     | 5,61 PB        |
| T37       | 13.09.16 | Shang Guangxu CHN, T37             | 6,77         | Mateus Evangelista Cardoso BRA, T37 | 6,53           | Haider Ali PAK, T37       | 6,28 SB        |
| T38       | 15.08.16 | Hu Jianwen CHN, T38                | 6,64 PR      | Zhong Huanghao CHN, T38             | 6,59 PB        | Dyan Neille Buis RSA, T38 | 6,58           |
| T42       | 17.09.16 | Heinrich Popow GER, T42            | 6,70 PR      | Atsushi Yamamoto JPN, T42           | 6,62           | Daniel Wagner DEN, T42    | 6,57           |
| T43/44    | 17.09.16 | Markus Rehm GER, T44               | 8,21 PR      | Ronald Hertog NED, T44              | 7,29           | Felix Streng GER, T44     | 7,13 PB        |
| T45/46/47 | 14.09.16 | Roderick Townsend-Roberts USA, T46 | 7,41 PR      | Wang Hao CHN, T46                   | 7,30           | Arnaud Assoumani FRA, T47 | 7,11 SB        |

### Kugelstoßen
| Klasse | Datum    | Goldmedaille                       | Goldmedaille | Silbermedaille                              | Silbermedaille | Bronzemedaille               | Bronzemedaille |
| Klasse | Datum    | Name, Land, Klasse                 | Weite (m)    | Name, Land, Klasse                          | Weite (m)      | Name, Land, Klasse           | Weite (m)      |
| ------ | -------- | ---------------------------------- | ------------ | ------------------------------------------- | -------------- | ---------------------------- | -------------- |
| F11/12 | 08.09.16 | Kim Lopez Gonzalez ESP, F12        | 16,44 PB     | Saman Pakbaz IRI, F12                       | 15,98 PB       | Roman Danyliuk UKR, F12      | 15,94 SB       |
| F20    | 10.09.16 | Muhammad Ziyad Zolkefli MAS, F20   | 16,84        | Dimitrios Senikidis GRE, F20                | 16,17          | Todd Hodgetts AUS, F20       | 15,82          |
| F32    | 08.09.16 | Athanasios Konstantinidis GRE, F32 | 10,39        | Lahouari Bahlaz ALG, F32                    | 9,40           | Dimitrios Zisidis GRE, F32   | 9,24 PB        |
| F33    | 10.09.16 | Daniel Scheil GER, F33             | 11,03 SB     | Kamel Kardjena ALG, F33                     | 10,94          | Hani Alnakhli KSA, F33       | 8,99 SB        |
| F34    | 11.09.16 | Azeddine Nouiri MAR, F34           | 11,28        | Abdulrahman Abdulqadir Abdulrahman QAT, F34 | 11,15 SB       | Mauricio Valencia COL, F34   | 11,10          |
| F35    | 12.09.16 | Fu Xinhan CHN, F35                 | 15,19 PB     | Hernan Emanuel Urra ARG, F35                | 14,91          | Edgars Bergs LAT, F35        | 14,55          |
| F36    | 16.08.16 | Sebastian Dietz GER, F36           | 14,84 PR     | Mykola Dibrova UKR, F36                     | 14,26 PB       | Li Cuiqing CHN, F36          | 14,02          |
| F37    | 14.09.16 | Mindaugas Bilius LTU, F37          | 16,80        | Xia Dong CHN, F37                           | 16,06 SB       | Khusniddin Norbekov UZB, F37 | 15,17 PB       |
| F40    | 16.08.16 | Garrah Tnaiash IRQ, F40            | 10,76        | Chen Zenyu CHN, F40                         | 10,10 PB       | Smaali Bouaabid TUN, F40     | 9,44           |
| F41    | 08.09.16 | Niko Kappel GER, F41               | 13,57 PB     | Bartosz Tyszkowski POL, F41                 | 13,56          | Xia Zhiwei CHN, F41          | 12,33          |
| F42    | 12.09.16 | Aled Davies GBR, F42               | 15,97 PR     | Sajad Mohammadian IRI, F42                  | 14,31 SB       | Tyrone Pillay RSA, F42       | 13,91          |
| F53    | 14.09.16 | Che Jon Fernandes GRC, F53         | 8,44         | Scot Severn USA, F53                        | 8,41 SB        | Asadollah Azimi IRI, F53     | 8,14           |
| F54/55 | 16.09.16 | Ruzhdi Ruzhdi BUL, F55             | 12,33        | Hamed Amiri IRI, F54                        | 11,40          | Lech Stoltman POL, F55       | 11,39          |
| F56/57 | 17.09.16 | Wu Guoshan CHN, F57                | 14,42 SB     | Janusz Rokicki POL, F57                     | 14,26          | Javid Ehsani Shakib IRI, F57 | 14,13 PB       |

### Diskuswurf
| Klasse    | Datum    | Goldmedaille                          | Goldmedaille | Silbermedaille                  | Silbermedaille | Bronzemedaille                | Bronzemedaille |
| Klasse    | Datum    | Name, Land, Klasse                    | Weite (m)    | Name, Land, Klasse              | Weite (m)      | Name, Land, Klasse            | Weite (m)      |
| --------- | -------- | ------------------------------------- | ------------ | ------------------------------- | -------------- | ----------------------------- | -------------- |
| F11       | 12.09.16 | Alessandro Rodrigo Silva BRA, F11     | 43,06 PR     | Oney Tapia ITA, F11             | 40,89          | David Casinos Sierra ESP, F11 | 38,58 SB       |
| F37       | 08.09.16 | Khusniddin Norbekov UZB, F37          | 59,75        | Mindaugas Bilius LTU, F37       | 53,50 PB       | Xia Dong CHN, F37             | 52,15 SB       |
| 43/44     | 16.09.16 | David Blair USA, F44                  | 64,11        | Akeem Stewart TTO, F43          | 61,72 PR       | Dan Greaves GBR, F44          | 59,57          |
| F51/52    | 08.09.16 | Aigars Apinis LAT, F52                | 20,83 SB     | Robert Wachimowicz POL, F52     | 19,10          | Velimir Sandor HRV, F52       | 18,24          |
| F54/55/56 | 10.09.16 | Claudiney Batista Dos Santos BRA, F56 | 45,33 PR     | Alireza Ghaleh Nasseri IRI, F56 | 44,04 PB       | Leonardo Diaz CUB, F56        | 43,58          |

### Speerwurf
| Klasse    | Datum    | Goldmedaille                   | Goldmedaille | Silbermedaille                         | Silbermedaille | Bronzemedaille                                 | Bronzemedaille |
| Klasse    | Datum    | Name, Land, Klasse             | Weite (m)    | Name, Land, Klasse                     | Weite (m)      | Name, Land, Klasse                             | Weite (m)      |
| --------- | -------- | ------------------------------ | ------------ | -------------------------------------- | -------------- | ---------------------------------------------- | -------------- |
| F12/13    | 14.09.16 | Alexandr Svechnikov UZB, F13   | 65,69 PR     | Sajad Nikparast IRI, F12               | 62,74 SB       | Nemanja Dimitrijević SRB, F13                  | 60,86 PB       |
| F34       | 15.09.16 | Mauricio Valencia COL, F34     | 36,65        | Wang Yanzhang CHN, F34                 | 34,15 SB       | Mohsen Kaidi IRI, F34                          | 33,42 SB       |
| F38       | 15.09.16 | Reinhardt Hamman RSA, F38      | 50,96        | Luis Fernando Lucumi Villegas COL, F38 | 49,19          | Javad Hardani IRI, F38                         | 48,46          |
| F40/41    | 11.09.16 | Kovan Abdulraheem IRQ, F41     | 42,85 PB     | Wildan Nukhailawi IRQ, F41             | 42,08 SB       | Sun Pengxiang CHN, F41                         | 41,81 SB       |
| F42/43/44 | 09.09.16 | Akeem Stewart TTO, F43         | 57,32        | Alister McQueen CAN, F44               | 55,56          | Rory McSweeney NZL, F44                        | 54,99          |
| F46       | 13.09.16 | Devendra IND, F46              | 63,97        | Guo Chunliang CHN, F46                 | 59,93          | Dinesh Priyantha Herath Mudiyanselage SRI, F46 | 58,23 PB       |
| F53/54    | 09.09.16 | Manolis Stefanoudakis GRC, F54 | 29,45 PR     | Luis Alberto Zepeda Felix MEX, F54     | 25,92 SB       | Aliaksandr Tryputs BLR, F54                    | 23,56          |
| F56/57    | 12.09.16 | Mohammad Khalvandi IRI, F57    | 46,12        | Abdollah Heidari Til IRI, F57          | 43,77 PB       | Ngoc Hung Cao VNM, F57                         | 43,27 SB       |

### Keulenwurf
| Klasse | Datum    | Goldmedaille                 | Goldmedaille | Silbermedaille                     | Silbermedaille | Bronzemedaille          | Bronzemedaille |
| Klasse | Datum    | Name, Land, Klasse           | Weite (m)    | Name, Land, Klasse                 | Weite (m)      | Name, Land, Klasse      | Weite (m)      |
| ------ | -------- | ---------------------------- | ------------ | ---------------------------------- | -------------- | ----------------------- | -------------- |
| F31/32 | 13.09.16 | Maciej Sochal POL, F32       | 33,91        | Athanasios Konstantinidis GRC, F32 | 33,69          | Stephen Miller GBR, F32 | 31,93 SB       |
| F51    | 11.09.16 | Željko Dimitrijević SRB, F51 | 29,96        | Miloš Mitić SRB, F51               | 26,84 PB       | Marian Kureja SVK, F51  | 26,82          |

## Ergebnisse Frauen

### 100 m
| Klasse    | Datum    | Goldmedaille                                        | Goldmedaille | Silbermedaille                                       | Silbermedaille | Bronzemedaille                                                  | Bronzemedaille |
| Klasse    | Datum    | Name (Land)                                         | Zeit (s)     | Name, Land, Klasse                                   | Zeit (s)       | Name (Land)                                                     | Zeit (s)       |
| --------- | -------- | --------------------------------------------------- | ------------ | ---------------------------------------------------- | -------------- | --------------------------------------------------------------- | -------------- |
| T11       | 09.09.16 | Libby Clegg mit Chris Clarke als Guide GBR, T11     | 11,96        | Zhou Guohua mit Jia Dengpu als Guide CHN, T11        | 11,98 PB       | Liu Cuiqing mit Xu Donglin als Guide CHN, T11                   | 12,07          |
| T12       | 09.09.16 | Omara Durand mit Yuniol Kindelan als Guide CUB, T12 | 11,40        | Yelena Çebanu mit Hakim Ibrahimov als Guide AZE, T12 | 11,71          | Katrin Müller-Rottgardt mit Sebastian Fricke als Guide GER, T12 | 11,99          |
| T13       | 11.09.16 | Leilia Adzhametova UKR, T13                         | 11,79        | Ilse Hayes RSA, T13                                  | 11,91 SB       | Kym Crosby USA, T13                                             | 12,24 PB       |
| T33/34    | 10.09.16 | Hannah Cockroft GBR, T34                            | 17,42 PR     | Kare Adenegan GBR, T34                               | 18,29 PB       | Alexa Halko USA, T34                                            | 18,81          |
| T35       | 14.09.16 | Zhou Xia CHN, T35                                   | 13,66 PR     | Isis Holt AUS, T35                                   | 13,75          | Maria Lyle GBR, T35                                             | 14,41          |
| T36       | 09.09.16 | Yanina Andrea Martinez ARG, T36                     | 14,46 SB     | Claudia Nicoleitzik GER, T36                         | 14,64 PB       | Martha Liliana Hernandez Florian COL, T36                       | 14:71 PB       |
| T37       | 09.09.16 | Georgina Hermitage GBR, T37                         | 13,13        | Mandy Francois-Elie FRA, T37                         | 13,45 SB       | Yescarly Medina VEN, T37                                        | 13,85          |
| T38       | 09.09.16 | Sophie Hahn GBR, T38                                | 12,62 PB     | Verônica Hipólito BRA, T38                           | 12,88          | Kadeena Cox GBR                                                 | 13,01          |
| T42       | 18.09.16 | Martina Caironi ITA, T42                            | 14,97        | Vanessa Low GER, T42                                 | 15,17 PB       | Monica Graziana Contrafatto ITA, T42                            | 16,30          |
| T43/44    | 18.09.16 | Marlou van Rhijn NED, T43                           | 13,02 PR     | Irmgard Bensusan GER, T44                            | 13,04          | Nyoshia Cain TTO, T44                                           | 13,10 PB       |
| T45/46/47 | 11.09.16 | Deja Young USA, T46                                 | 12,15        | Alicja Fiodorow POL, T47                             | 12,46          | Teresinha de Jesus Correia Santos BRA, T46                      | 12,84          |
| T51/52    | 17.09.16 | Michelle Stilwell CAN, T52                          | 19,42 PR     | Kerry Morgan USA, T52                                | 19,96          | Marieke Vervoort BEL, T52                                       | 20,12 SB       |
| T53       | 07.09.16 | Huang Lisha CHN, T53                                | 16,28        | Zhou Hongzhouan CHN, T53                             | 16,51          | Angela Ballard AUS, T53                                         | 16,59          |
| T54       | 10.09.16 | Liu Wenjun CHN, T54                                 | 16,00 SB     | Tatyana McFadden USA, T54                            | 16,13          | Li Yingjie CHN, T54                                             | 16,22 PB       |

### 200 m
| Klasse    | Datum    | Goldmedaille                                        | Goldmedaille | Silbermedaille                                              | Silbermedaille | Bronzemedaille                                       | Bronzemedaille |
| Klasse    | Datum    | Name (Land)                                         | Zeit (s)     | Name, Land, Klasse                                          | Zeit (s)       | Name (Land)                                          | Zeit (s)       |
| --------- | -------- | --------------------------------------------------- | ------------ | ----------------------------------------------------------- | -------------- | ---------------------------------------------------- | -------------- |
| T11       | 13.09.16 | Libby Clegg mit Chris Clarke als Guide GBR, T11     | 24,51 PR     | Liu Cuiqing mit Xu Donglin als Guide CHN, T11               | 24,85 SB       | Zhou Guohua mit Jia Dengpu als Guide CHN, T11        | 24,99 PB       |
| T12       | 12.09.16 | Omara Durand mit Yuniol Kindelan als Guide CUB, T12 | 23,05 PR     | Oksana Boturtschuk mit Volodymyr Burakov als Guide UKR, T12 | 23,65          | Yelena Çebanu mit Hakim Ibrahimov als Guide AZE, T12 | 23,80          |
| T35       | 17.09.16 | Zhou Xia CHN, T35                                   | 28,22        | Isis Holt AUS, T35                                          | 28,79          | Maria Lyle GBR, T35                                  | 29,35 SB       |
| T36       | 13.09.16 | Shi Yiting CHN, T36                                 | 28,74 PB     | Jeon Min Jae KOR, T36                                       | 31,06 SB       | Claudia Nicoleitzik GER, T36                         | 31,13          |
| T43/44    | 15.09.16 | Marlou van Rhijn NED, T43                           | 26,16 PR     | Irmgard Bensusan GER, T44                                   | 26,90          | Marie-Amélie Le Fur FRA, T44                         | 27,11          |
| T45/46/47 | 16.09.16 | Deja Young USA, T46                                 | 25,46 SB     | Alicja Fiodorow POL, T47                                    | 25,61 SB       | Li Lu CHN, T46                                       | 26,26 PB       |

### 400 m
| Klasse     | Datum    | Goldmedaille                                        | Goldmedaille | Silbermedaille                                              | Silbermedaille | Bronzemedaille                                              | Bronzemedaille |
| Klasse     | Datum    | Name (Land)                                         | Zeit (min)   | Name, Land, Klasse                                          | Zeit (min)     | Name (Land)                                                 | Zeit (min)     |
| ---------- | -------- | --------------------------------------------------- | ------------ | ----------------------------------------------------------- | -------------- | ----------------------------------------------------------- | -------------- |
| T11        | 16.09.16 | Liu Cuiqing mit Xu Donglin als Guide CHN, T11       | 0:56,71      | Sol Rojas mit Edicson Medina als Guide VEN, T11             | 0:57,64        | Terezinha Guilhermina BRA, T11                              | 0:57,97        |
| T12        | 17.09.16 | Omara Durand mit Yuniol Kindelan als Guide CUB, T12 | 0:51,77      | Oksana Boturtschuk mit Volodymyr Burakov als Guide UKR, T12 | 0:53,14        | Edmilsa Governo mit Filipe Joao Chaimite als Guide MOZ, T12 | 0:53,89        |
| T13        | 17.09.16 | Nantenin Keïta FRA, T13                             | 0:55,78      | Ilse Hayes RSA, T13                                         | 0:56,49        | Leilia Adzhametova UKR, T13                                 | 0:56,60 PB     |
| T20        | 13.09.16 | Breanna Clark USA, T20                              | 0:57,79      | Natalia Iezlovetska UKR, T20                                | 0:58,48 PB     | Barbara Niewiedział POL, T20                                | 0:58,51        |
| T34/T34    | 14.09.16 | Hannah Cockroft GBR, T34                            | 0:58,78      | Alexa Halko USA, T34                                        | 1:00,79        | Kare Adenegan GBR, T34                                      | 1:01,67 PB     |
| T37        | 13.09.16 | Georgina Hermitage GBR, T37                         | 1:00,53      | Wen Xiaoyan CHN, T37                                        | 1:03,28        | Neda Bahi TUN, T37                                          | 1:03,71        |
| T38        | 14.09.16 | Kadeena Cox GBR, T38                                | 1:00,71      | Chen Junfei CHN, T38                                        | 1:01,34        | Verônica Hipólito BRA, T38                                  | 1:03,14        |
| T43/44     | 12.09.16 | Marie-Amélie Le Fur FRA, T44                        | 0:59,27      | Irmgard Bensusan GER, T44                                   | 0:59,62 PB     | Grace Norman USA, T44                                       | 1:01,83        |
| T45/T46/47 | 14.09.16 | Li Lu CHN, T46                                      | 0:58,09      | Anrune Liebenberg RSA, T47                                  | 0:58,88        | Sae Tsuji JPN, T47                                          | 1:00,62        |
| T51/T52    | 10.09.16 | Michelle Stilwell CAN, T52                          | 1:05,43 PR   | Marieke Vervoort BEL, T52                                   | 1:07,62        | Kerry Morgan USA, T52                                       | 1:08,31 PB     |
| T53        | 11.09.16 | Zhou Hongzhuan CHN, T53                             | 0:54,43      | Chelsea McClammer USA, T53                                  | 0:55,13 PB     | Angela Ballard AUS, T53                                     | 0:55,28        |
| T54        | 11.09.16 | Tatyana McFadden USA, T54                           | 0:53,30      | Cheri Madsen USA, T54                                       | 0:54,50        | Zou Lihong CHN, T54                                         | 0:54,70 PB     |

### 800 m
| Klasse  | Datum    | Goldmedaille              | Goldmedaille | Silbermedaille              | Silbermedaille | Bronzemedaille          | Bronzemedaille |
| Klasse  | Datum    | Name (Land)               | Zeit (min)   | Name, Land, Klasse          | Zeit (min)     | Name (Land)             | Zeit (min)     |
| ------- | -------- | ------------------------- | ------------ | --------------------------- | -------------- | ----------------------- | -------------- |
| T34     | 16.09.16 | Hannah Cockroft GBR, T34  | 2:00,62 SB   | Alexa Halko USA, T34        | 2:02,08        | Kare Adenegan GBR, T34  | 2:02,47 PB     |
| T52/T53 | 17.09.16 | Zhou Hongzhuan CHN, T53   | 1:47,45      | Madison de Rozario AUS, T53 | 1:47,64 SB     | Shirley Reilly USA, T53 | 1:47,77        |
| T54     | 17.09.16 | Tatyana McFadden USA, T54 | 1:44,73 PR   | Liu Wenjun CHN, T54         | 1:45,02        | Li Yingjie CHN, T54     | 1:45,23 PB     |

### 1500 m
| Klasse | Datum    | Goldmedaille                              | Goldmedaille | Silbermedaille                                                         | Silbermedaille | Bronzemedaille                                                           | Bronzemedaille |
| Klasse | Datum    | Name (Land)                               | Zeit (min)   | Name, Land, Klasse                                                     | Zeit (min)     | Name (Land)                                                              | Zeit (min)     |
| ------ | -------- | ----------------------------------------- | ------------ | ---------------------------------------------------------------------- | -------------- | ------------------------------------------------------------------------ | -------------- |
| T11    | 17.09.16 | Zheng Jin mit Jin Yubo als Guide CHN, T11 | 4:38,92      | Nancy Chelangat Koech mit Geoffrey Kiplangat Rotich als Guide KEN, T11 | 4:42,12        | Maritza Arango Buitrago mit Jonathan Sanchez Gonzalez als Guide COL, T11 | 4:45,33        |
| T12/13 | 10.09.16 | Somaya Bousaid TUN, T13                   | 4:21,45 PB   | Najah Chouaya TUN, T12                                                 | 4:30,52        | Izaskun Oses Ayucar ESP, T12                                             | 4:39,99 PB     |
| T20    | 16.09.16 | Barbara Niewiedział POL, T20              | 4:24,37 PR   | Ilona Biacsi HUN, T20                                                  | 4:27,88 SB     | Liudmyla Danylina UKR, T20                                               | 4:28,78 PB     |
| T53/54 | 13.09.16 | Tatyana McFadden USA, T54                 | 3:22,50 PR   | Amanda McGrory USA, T54                                                | 3:22,61        | Chelsea McClammer USA, T53                                               | 3:22,67 PB     |

### 5000 m
| Klasse | Datum    | Goldmedaille              | Goldmedaille | Silbermedaille             | Silbermedaille | Bronzemedaille          | Bronzemedaille |
| Klasse | Datum    | Name (Land)               | Zeit (min)   | Name, Land, Klasse         | Zeit (min)     | Name (Land)             | Zeit (min)     |
| ------ | -------- | ------------------------- | ------------ | -------------------------- | -------------- | ----------------------- | -------------- |
| T53/54 | 15.09.16 | Tatyana McFadden USA, T54 | 11:54,07     | Chelsea McClammer USA, T53 | 11:54,33       | Amanda McGrory USA, T54 | 11:54,34       |

### Marathon
| Klasse    | Datum    | Goldmedaille           | Goldmedaille | Silbermedaille             | Silbermedaille | Bronzemedaille                         | Bronzemedaille | 4. Platz                 | 4. Platz |
| Klasse    | Datum    | Name (Land)            | Zeit (h)     | Name (Land)                | Zeit (h)       | Name (Land)                            | Zeit (h)       | Name (Land)              | Zeit (h) |
| --------- | -------- | ---------------------- | ------------ | -------------------------- | -------------- | -------------------------------------- | -------------- | ------------------------ | -------- |
| T11/12    | 18.09.12 | Elena Congost ESP, T12 | 3:01,43 PB   | Misato Michishita JPN, T12 | 3:06,52        | Edneusa de Jesus Santos Dorta BRA, T12 | 3:18,38        | Jin Zheng CHN, T11       | 3:19,46  |
| T52/53/54 | 18.09.12 | Lihong Zou CHN, T54    | 1:38,44 PR   | Tatyana McFadden USA, T54  | 1:38,44        | Amanda McGrory USA, T54                | 1:38,45        | Wakako Tsuchida JPN, T54 | 1:38,45  |

### 4 × 100 m Staffel
| Klasse  | Datum    | Goldmedaille                                                                                       | Goldmedaille | Silbermedaille | Silbermedaille | Bronzemedaille | Bronzemedaille |
| Klasse  | Datum    | Name (Land)                                                                                        | Zeit (s)     | Name (Land) | Zeit (s)       | Name (Land) | Zeit (s)       |
| ------- | -------- | -------------------------------------------------------------------------------------------------- | ------------ | --- | -------------- | --- | -------------- |
| T11-T13 | 14.09.12 | Volksrepublik China - Zhou Guahua, T11 - Shen Yaqin, T12 - Jia Juntingxian, T11 - liu Cuiqing, T11 | 47,18        | Brasilien - Thalita Vitória Implicio da Silva, T11 - Alice de Oliveira Correa, T12 - Lorena Salvatini Spoladore, T11 - Terezinha Guilhermina, T11 | 47,57 RR       | Kolumbien - Marcela Gonzalez, T12 - Sonia Sirley Luna Rodriguez, T11 - Maritza Arango Buitrago, T11 - Yesenia Maria Restrepo Munoz, T11 | 51,93 SB       |
| T35-T38 | 15.09.12 | Volksrepublik China - Jiang Fenfen, T37 - Chen Junfei, T38 - Li Yingli, T37 - Wen Xiaoyan, T37     | 50,81        | Vereinigtes Königreich - Kadeena Cox, T38 - Maria Lyle, T35 - Georgina Hermitage, T37 - Sophie Hahn, T38                                          | 51,07 ER       | Australien - Ella Azura Pardy, T38 - Isis Holt, T35 - Jodi Elkington-Jones, T37 - Erin Cleaver, T38                                     | 55,09 RR       |

### 4 × 400 m Staffel
| Klasse | Datum    | Goldmedaille                                                                                    | Goldmedaille | Silbermedaille                                                                                       | Silbermedaille | Bronzemedaille       | Bronzemedaille |
| Klasse | Datum    | Name (Land)                                                                                     | Zeit (min)   | Name (Land)                                                                                          | Zeit (min)     | Name (Land)          | Zeit (min)     |
| ------ | -------- | ----------------------------------------------------------------------------------------------- | ------------ | --- | -------------- | -------------------- | -------------- |
| T53/54 | 15.09.12 | Volksrepublik China - Li Yingjie, T54 - Liu Wenjun, T54 - Zhou Hongzhuan, T53 - Zou Lihong, T54 | 3:32,11      | Australien - Angela Ballard, T53 - Madison de Rozario, T53 - Jemima Moore, T54 - Christie Dawes, T54 | 3:46,63        | alle disqualifiziert | ---            |

### Hochsprung
Kein Wettbewerb bei den Frauen in Rio.

### Weitsprung
| Klasse    | Datum    | Goldmedaille                        | Goldmedaille | Silbermedaille                    | Silbermedaille | Bronzemedaille                      | Bronzemedaille |
| Klasse    | Datum    | Name, Land, Klasse                  | Weite (m)    | Name, Land, Klasse                | Weite (m)      | Name, Land, Klasse                  | Weite (m)      |
| --------- | -------- | ----------------------------------- | ------------ | --------------------------------- | -------------- | ----------------------------------- | -------------- |
| T11       | 16.09.16 | Silvania Costa de Oliveira BRA, T11 | 4,98         | Fatimata Brigitte Diasso CIV, T11 | 4,89 PB        | Lorena Salvatini Spoladore BRA, T11 | 4,71 SB        |
| T12       | 13.09.16 | Oksana Subkowska UKR, T12           | 6,11 SB      | Yelena Çebanu AZE, T12            | 5,56 PB        | Lynda Hamri ALG, T12                | 5,53 SB        |
| T20       | 15.09.16 | Mikela Ristoski HRV, T20            | 5,79 PB      | Karolina Kucharczyk POL, T20      | 5,55           | Siti Noor Radiah Ismail MAS, T20    | 5,20           |
| T37       | 14.09.16 | Xiaoyan Wen CHN, T37                | 5,14         | Franziska Liebhardt GER, T37      | 4,42           | Jodi Elkington-Jones AUS, T37       | 4,30           |
| T38       | 11.09.16 | Chen Junfei CHN, T38                | 4,77 PB      | Taylor Doyle AUS, T38             | 4,62           | Anna Trener-Wierciak POL, T38       | 4,53           |
| T42       | 10.08.16 | Vanessa Low GER, T42                | 4,93         | Martina Caironi ITA, T42          | 4,66 PB        | Malu Perez Iser CUB, T42            | 3,92           |
| T43/44    | 09.09.16 | Marie-Amélie Le Fur FRA, T44        | 5,83         | Stef Reid GBR, T44                | 5,64           | Marlene van Gansenwinkel NED, T44   | 5,57 PB        |
| T45/46/47 | 08.09.16 | Anna Grimaldi NZL, F47              | 5,62 PB      | Yunidis Castillo CUB, F46         | 5,59           | Carlee Beattie AUS, F47             | 5,57           |

### Kugelstoßen
| Klasse | Datum    | Goldmedaille                     | Goldmedaille | Silbermedaille             | Silbermedaille | Bronzemedaille                     | Bronzemedaille |
| Klasse | Datum    | Name, Land, Klasse               | Weite (m)    | Name, Land, Klasse         | Weite (m)      | Name, Land, Klasse                 | Weite (m)      |
| ------ | -------- | -------------------------------- | ------------ | -------------------------- | -------------- | ---------------------------------- | -------------- |
| F11/12 | 14.09.16 | Assunta Legnante ITA, F11        | 15,74 SB     | Safiya Burxonova UZB, F12  | 15,05          | Rebeca Alvarez Valenzuela MEX, F12 | 13,05          |
| F20    | 10.09.16 | Ewa Durska POL, F20              | 13,94        | Anastasiia Mysnyk UKR, F20 | 13,24 PB       | Sabrina Fortune GBR, F20           | 12,94 PB       |
| F32    | 17.09.16 | Maroua Brahmi TUN, F32           | 5,76         | Noura Alktebi UAE, F32     | 4,70           | Louise Ellery AUS, F32             | 4,19           |
| F33    | 16.09.16 | Asmahan Boudjadar ALG, F33       | 5,72         | Sara Hamdi Masoud QAT, F33 | 5,39           | Sara Alsenaani UAE, F33            | 5,09 PB        |
| F34    | 14.09.16 | Zou Lijuan CHN, F34              | 8,75         | Lucyna Kornobys POL, F34   | 8,00           | Jessica Hamill NZL, F34            | 7,54           |
| F35    | 15.09.16 | Wang Yun CHN, F35                | 13,91        | Mariia Pomazan UKR, F35    | 13,59          | Marivana Oliveira BRA, F35         | 9,28           |
| F36    | 17.08.16 | Birgit Kober GER, F36            | 11,41 PR     | Wu Qing CHN, F36           | 10,33 SB       | Katherine Proudfoot AUS, F36       | 9,70           |
| F37    | 13.09.16 | Franziska Liebhardt GER, F37     | 13,96        | Mi Na CHN, F37             | 13,73          | Eva Berná CZE, F37                 | 11,23          |
| F40    | 11.08.16 | Lauritta Onye NGR, F40           | 8,40         | Rima Abdelli TUN, F40      | 7,37 PB        | Lara Baars NED, F40                | 7,12           |
| F41    | 09.09.16 | Raoua Tlili TUN, F41             | 10,19 SB     | Samar Ben Koelleb TUN, F41 | 8,39 PB        | Claire Keefer AUS, F41             | 8,16           |
| F53    | 12.09.16 | Fatema Nedham BHR, F53           | 4,76         | Deepa Malik IND, F53       | 4,61 PB        | Dimitra Korokida GRC, F53          | 4,28 SB        |
| F54    | 10.09.16 | Yang Liwan CHN, F54              | 7,89 PR      | Hania Aidi TUN, F54        | 6,86           | Fadhila Nafati TUN, F54            | 6,38           |
| F56/57 | 17.09.16 | Angeles Ortiz Hernandez MEX, F57 | 10,94 SB     | Nassima Saifi ALG, F57     | 10,77          | Nadia Medjmedj ALG, F56            | 9,92           |

### Diskuswurf
| Klasse | Datum    | Goldmedaille              | Goldmedaille | Silbermedaille                | Silbermedaille | Bronzemedaille                       | Bronzemedaille |
| Klasse | Datum    | Name, Land, Klasse        | Weite (m)    | Name, Land, Klasse            | Weite (m)      | Name, Land, Klasse                   | Weite (m)      |
| ------ | -------- | ------------------------- | ------------ | ----------------------------- | -------------- | ------------------------------------ | -------------- |
| F11    | 12.09.16 | Zhang Liangmin CHN, F11   | 36,65        | Tang Hongxia CHN, F11         | 35,01          | Izabela Campos BRA, F11              | 32,60 PB       |
| F37/38 | 17.09.16 | Mi Na CHN F37             | 37,60        | Shirlene Coelho BRA, F37      | 33,91          | Noelle Lenihan IRL, F38              | 31,71 PR       |
| F40/41 | 15.09.16 | Raoua Tlili TUN, F41      | 33,38        | Niamh McCarthy IRL, F41       | 26,67          | Fathia Amaimia TUN, F41              | 26,16          |
| F43/44 | 11.09.16 | Yao Juan CHN, F44         | 44,53        | Yang Yue CHN, F44             | 43,47 PB       | Noraivis de la Heras Chibas CUB, F44 | 32,47          |
| F51/52 | 14.09.16 | Rachael Morrison USA, F51 | 13,09        | Cassie Mitchell USA, F51      | 12,87 SB       | Zoia Ovsil UKR, F51                  | 12,17          |
| F54/55 | 17.09.16 | Dong Feixia CHN, F55      | 25,03 SB     | Marianne Buggenhagen GER, F55 | 24,56          | Diana Dadzite LAT, F55               | 22,66 PB       |
| F56/57 | 15.09.16 | Nassima Saifi ALG, F57    | 33,33        | Orla Barry IRL, F57           | 30,06          | Eucharia Iyiazi NGR, F57             | 27,54 SB       |

### Speerwurf
| Klasse | Datum    | Goldmedaille             | Goldmedaille | Silbermedaille              | Silbermedaille | Bronzemedaille             | Bronzemedaille |
| Klasse | Datum    | Name, Land, Klasse       | Weite (m)    | Name, Land, Klasse          | Weite (m)      | Name, Land, Klasse         | Weite (m)      |
| ------ | -------- | ------------------------ | ------------ | --------------------------- | -------------- | -------------------------- | -------------- |
| F34    | 09.09.16 | Zou Lijuan CHN, F34      | 21,86        | Marjaana Heikkinen FIN, F34 | 18,42 SB       | Frances Herrmann GER, F34  | 18,16          |
| F37    | 11.09.16 | Shirlene Coelho BRA, F37 | 37,57 SB     | Mi Na CHN, F37              | 30,18 PB       | Jia Qianqian CHN, F37      | 29,47          |
| F45/46 | 13.09.16 | Hollie Arnold GBR, F46   | 43,01        | Holly Robinson NZL, F46     | 41,22          | Katarzyna Piekart POL, F46 | 41,07 SB       |
| F53/54 | 13.09.16 | Flora Ugwunwa NGR, F54   | 20,25        | Hania Aidi TUN, F54         | 18,88 PB       | Ntombizanele Situ RSA, F54 | 17,90 PB       |
| F55/56 | 10.09.16 | Diana Dadzite LAT, F55   | 23,26        | Martina Willing GER, F56    | 22,22          | Nadia Medjmedj ALG, F56    | 20,24          |

### Keulenwurf
| Klasse | Datum    | Goldmedaille                | Goldmedaille | Silbermedaille        | Silbermedaille | Bronzemedaille           | Bronzemedaille |
| Klasse | Datum    | Name, Land, Klasse          | Weite (m)    | Name, Land, Klasse    | Weite (m)      | Name, Land, Klasse       | Weite (m)      |
| ------ | -------- | --------------------------- | ------------ | --------------------- | -------------- | ------------------------ | -------------- |
| F31/32 | 09.09.16 | Maroua Brahmi TUN, F32      | 26,93        | Mounia Gasmi ALG, F32 | 25,41 PB       | Gemma Prescott GBR, F32  | 19,77          |
| F51    | 11.09.16 | Joanna Butterfield GBR, F51 | 22,81        | Zoia Ovsii UKR, F51   | 22,21 PB       | Cassie Mitchell USA, F51 | 21,84 PB       |

## Qualifizierte Nationen
- Afghanistan
- Ägypten
- Algerien
- Amerikanische Jungferninseln
- Angola
- Argentinien
- Aserbaidschan
- Äthiopien
- Australien
- Brunei
- Belgien
- Benin
- Bermuda
- Bosnien und Herzegowina
- Botswana
- Brasilien
- Bulgarien
- Burkina Faso
- Burundi
- Chile
- China, Volksrepublik
- China (Taiwan), Republik
- Costa Rica
- Dänemark
- Deutschland
- Dominikanische Republik
- Ecuador
- Elfenbeinküste
- Estland
- Finnland
- Frankreich
- Gabun
- Gambia
- Ghana
- Griechenland (59)
- Guatemala
- Guinea-Bissau
- Haiti
- Hongkong
- Indien
- Indonesien
- Irak
- Iran
- Irland
- Island
- Italien
- Jamaika
- Japan
- Jordanien
- Kambodscha
- Kamerun
- Kanada
- Kap Verde
- Kasachstan
- Katar
- Kenia
- Kirgisistan
- Kolumbien
- Kongo, Republik
- Korea, Demokratische Volksrepublik
- Korea, Republik
- Kroatien
- Kuba
- Kuwait
- Lesotho
- Lettland
- Liberia
- Litauen
- Madagaskar
- Malawi
- Malaysia
- Mali
- Marokko
- Mauritius
- Mexiko
- Moldau
- Mongolei
- Montenegro
- Mosambik
- Myanmar
- Namibia
- Nepal
- Neuseeland
- Nicaragua
- Niederlande
- Niger
- Nigeria
- Norwegen
- Oman
- Österreich
- Osttimor
- Pakistan
- Palästina
- Panama
- Papua-Neuguinea
- Peru
- Philippinen
- Polen
- Portugal
- Ruanda
- Rumänien
- Samoa
- São Tomé und Príncipe
- Saudi-Arabien
- Schweden
- Schweiz
- Senegal
- Serbien
- Seychellen
- Simbabwe
- Singapur
- Slowakei
- Slowenien
- Spanien
- Sri Lanka
- Südafrika
- Suriname
- Syrien
- Tadschikistan
- Tansania
- Thailand
- Tonga
- Trinidad und Tobago
- Tschechien
- Tunesien
- Türkei
- Uganda
- Ukraine
- Unabhängige Paralympicsteilnehmer
- Ungarn
- Uruguay
- Usbekistan
- Vereinigte Arabische Emirate
- Vereinigte Staaten
- Venezuela
- Vietnam
- Belarus
- Zentralafrikanische Republik
- Zypern